# スレイヤーズ (アニメ)
スレイヤーズ (アニメ) では、神坂一によるライトノベル『スレイヤーズ』を原作としたテレビアニメ、OVA、劇場用アニメ、ラジオドラマについて記述する。
1995年から2009年にかけて、テレビアニメシリーズは5作品が放映され、劇場版が5作、OVAとラジオドラマがそれぞれ2作発表されている。

## 概要
本作のアニメ版は、原作の本編（長編系統）第一部をベースにしたテレビアニメとその流れをくむラジオドラマ、そして原作の『すぺしゃる』（短編系統）をベースにした劇場版とOVA、という2つの系統に大別できる。劇場版第5作目の『ぷれみあむ』を別にすれば、主人公のリナ以外で両系統に登場した人物はほとんど存在しない。なお、本編第二部のアニメ化は行われていない。
両系統ともスタートしたのは1995年であり、いずれもスタッフや制作会社が異なり、ソフトの販売元も異なっている。テレビアニメ・ラジオドラマは制作：イージー・フイルム、販売：スターチャイルド（キングレコード）であり、劇場版・OVAは制作：J.C.STAFF、販売：エモーション（バンダイビジュアル）である。ただし、テレビアニメ第1作目（通称「無印」）の販売元はバンダイビジュアル、テレビアニメ第4作目・第5作目の制作はJ.C.STAFF、劇場版『ぷれみあむ』は制作：ハルフィルムメーカー、販売：キングレコードである。
本放送当時、渡部高志監督が運営するウェブサイト「猫南蛮亭」において作り手側からの情報発信とファンとの交流が積極的に行われていた。このような制作関係者が直接運営するサイトは当時としては他に例が無く、アニメ史上において最も早い時期にインターネットを活用したものの一例であると言える。テレビ東京ブロードバンドが運営するブロードバンド配信サイトアニメch.comで、2003年9月のサイト開始時から3作品とも配信された。2006年2月から同サイトを引き継いだあにてれシアターでも配信されていた。
リナとガウリイの食事バトルはそれぞれの担当声優である林原めぐみと松本保典のアドリブだったが、2人は特に打ち合わせをしなかった。「相手が言うと、それに返す言葉がぽんっと浮かぶ」らしい。「台本には『以下アドリブ』『以下ケンカ』しか書いてなかった」「『スレイヤーズ』前から互いを知っていたから、役を探る内にそうなった」と語っている。また、監督によると「3割が二人のアドリブ」だったという。

## 登場人物
- リナ＝インバース - 林原めぐみ[5][6][7][8][9]
- ガウリイ＝ガブリエフ - 松本保典[5][6][7][8][9]
- ゼルガディス＝グレイワーズ - 緑川光[5][6][7][8][9]
- アメリア＝ウィル＝テスラ＝セイルーン - 鈴木真仁[5][6][7][8][9]
- 獣神官（プリースト）ゼロス - 石田彰（NEXTから登場）[6][7]
- フィリオネル＝エル＝ディ＝セイルーン（フィル王子） - 安西正弘→稲葉実[注釈 2]
- シルフィール＝ネルス＝ラーダ - 冬馬由美[5][6]

## テレビアニメ

### テレビアニメ版共通事項
すべてテレビ東京系列（TXN）で放送（『EVOLUTION-R』のみCS放送局のAT-X独占だが、同社系列の子会社であるため事実上のテレビ東京系列と言って差し支えない）。他に系列外局でのネットもあったが、ネット局は作品ごとに異なる。放送日については、特記のない限りはテレビ東京のものを記す。

#### シリーズ共通のスタッフ
|                              | 無印                                                        | NEXT                                                        | TRY                                                         | REVOLUTION                                                  | EVOLUTION-R                                                 |
| ---------------------------- | ----------------------------------------------------------- | ----------------------------------------------------------- | ----------------------------------------------------------- | ----------------------------------------------------------- | ----------------------------------------------------------- |
| 原作                         | 神坂一、あらいずみるい （角川書店・富士見ファンタジア文庫） | 神坂一、あらいずみるい （角川書店・富士見ファンタジア文庫） | 神坂一、あらいずみるい （角川書店・富士見ファンタジア文庫） | 神坂一、あらいずみるい （角川書店・富士見ファンタジア文庫） | 神坂一、あらいずみるい （角川書店・富士見ファンタジア文庫） |
| 連載                         | 月刊ドラゴンマガジン、月刊コミックドラゴン （富士見書房）   | 月刊ドラゴンマガジン、月刊コミックドラゴン （富士見書房）   | 月刊ドラゴンマガジン、月刊コミックドラゴン （富士見書房）   | N/A                                                         | N/A                                                         |
| 監督                         | 渡部高志                                                    | 渡部高志                                                    | 渡部高志                                                    | 渡部高志                                                    | 渡部高志                                                    |
| シリーズ構成                 | 小山高生                                                    | 神坂一                                                      | 神坂一                                                      | N/A                                                         | N/A                                                         |
| シリーズ構成                 | 小山高生                                                    | 高山治郎                                                    |                                                             |                                                             |                                                             |
| キャラクター原案             | N/A                                                         | あらいずみるい                                              | あらいずみるい                                              | あらいずみるい                                              | あらいずみるい                                              |
| キャラクターデザイン         | 宮田奈保美                                                  | 宮田奈保美                                                  | 宮田奈保美                                                  | 宮田奈保美                                                  | 宮田奈保美                                                  |
| サブキャラクターデザイン     | N/A                                                         | N/A                                                         | N/A                                                         | 佐野隆雄                                                    | 佐野隆雄                                                    |
| モンスターデザイン           | 寺岡賢司                                                    | 寺岡賢司                                                    | 寺岡賢司                                                    | N/A                                                         | N/A                                                         |
| プロップデザイン             | N/A                                                         | N/A                                                         | N/A                                                         | 鷲北恭太                                                    | 鷲北恭太                                                    |
| 美術監督                     | 東條俊寿                                                    | 中原英統                                                    | 中原英統                                                    | 河合伸治                                                    | 河合伸治                                                    |
| 色彩設定                     | 大多和由理                                                  | 大多和由理                                                  | 大多和由理                                                  | 村永麻耶                                                    | 村永麻耶                                                    |
| 撮影監督                     | 神山茂男                                                    | 神山茂男                                                    | 神山茂男                                                    | 黒澤豊                                                      | 黒澤豊                                                      |
| 編集                         | 岸眞理                                                      | 岸眞理                                                      | 田熊純                                                      | 西山茂                                                      | 西山茂                                                      |
| 編集                         | 井上孝子                                                    |                                                             |                                                             | 西山茂                                                      | 西山茂                                                      |
| 音楽                         | 手塚理                                                      | 手塚理                                                      | 手塚理                                                      | 手塚理                                                      | 手塚理                                                      |
| 音楽                         | Vink                                                        | Vink2                                                       | Vink3                                                       | Vink4                                                       | Vink4                                                       |
| 音響監督                     | 藤野貞義                                                    | 藤野貞義                                                    | 藤野貞義                                                    | 岩浪美和                                                    | 岩浪美和                                                    |
| 音響効果                     | 新井秀徳                                                    | 新井秀徳                                                    | 新井秀徳                                                    | 今野康之                                                    | 今野康之                                                    |
| 音響効果                     | 新井秀徳                                                    | 新井秀徳                                                    | 新井秀徳                                                    | N/A                                                         | 古谷友二                                                    |
| アニメーションプロデューサー | 萩原攷司                                                    | 岡田修一                                                    | 岡田修一                                                    | 田部谷昌宏                                                  | 田部谷昌宏                                                  |
| プロデューサー               | 小林教子、矢崎裕美子                                        | 小林教子、矢崎裕美子                                        | 小林教子、矢崎裕美子                                        | 宿利剛、松倉友二、池田慎一                                  | 宿利剛、松倉友二、池田慎一                                  |
| アニメーション制作           | イージー・フイルム                                          | イージー・フイルム                                          | イージー・フイルム                                          | J.C.STAFF                                                   | J.C.STAFF                                                   |
| 製作                         | テレビ東京、テレビ東京ソフトウェア                          | テレビ東京、テレビ東京ソフトウェア                          | テレビ東京、テレビ東京ソフトウェア                          | スレイヤーズR製作委員会                                     | スレイヤーズER製作委員会                                    |
| 製作                         | 丸紅                                                        | N/A                                                         | N/A                                                         | スレイヤーズR製作委員会                                     | スレイヤーズER製作委員会                                    |

### スレイヤーズ
シリーズ全アニメ作品の中で最初の作品であり、テレビ東京系列（テレビ愛知除く）では1995年4月7日から同年9月29日まで金曜 18時30分 - 19時00分に全26話が放送された。
原作小説である『スレイヤーズ』本編第1巻、第3巻、第5巻の一部、および『スレイヤーズすぺしゃる』第1巻の一部を元に構成されている。本作のみ、アイキャッチが存在しない。
続編の『NEXT』『TRY』『REVOLUTION』『EVOLUTION-R』と区別するために『無印』『無印スレイヤーズ』という通称で呼ばれている。
放送終了後、放送継続を訴えるファンが街頭署名運動を起こした。
過去にニコニコ動画や、2016年6月6日にカートゥーン ネットワークで再放送されたことがある。2006年2月に、TOONAMIでも放送された。

#### 登場人物・声の出演
- 赤法師レゾ、コピーレゾ（ザナッファー） - 子安武人[5]
- ゾルフ - 平野正人
- ディルギア - 掛川裕彦
- ロティマス - 宝亀克寿
- シャブラニグドゥ - 郷里大輔
- ザングルス - 島田敏
- ヴルムグン - 家中宏
- エリス（エリシエル＝ヴルムグン） - 石川悦子

#### 主題歌
オープニングテーマ「Get along」
歌 - 林原めぐみ・奥井雅美、作詞 - 有森聡美、作曲 - 佐藤英敏、編曲 - 大平勉
エンディングテーマ「KUJIKENAIKARA!」
歌 - 林原めぐみ・奥井雅美、作詞 - 有森聡美、作曲 - 奥井雅美、編曲 - 矢吹俊郎

#### サブタイトル
AからZまで、アルファベット順で始まる様に作られている。
| 話数 | サブタイトル                                 | 脚本       | 絵コンテ   | 演出       | 作画監督       | 放送日        |
| ---- | -------------------------------------------- | ---------- | ---------- | ---------- | -------------- | ------------- |
| 1    | Angry? リナ怒りのドラグスレイブ!             | 小山高生   | 渡部高志   | 渡部高志   | 宮田奈保美     | 1995年 4月7日 |
| 2    | Bad! ミイラ男は趣味じゃない!                 | 小山高生   | 鈴木行     | 則座誠     | 佐々木一浩     | 4月14日       |
| 3    | Crash! 激突!赤いの白いの怪しいの!            | 千葉克彦   | 横田和     | 横田和     | 加藤洋人       | 4月21日       |
| 4    | Dash! 逃げろ! 魔法が使えない?                | 高山治郎   | 佐藤真人   | 佐藤真人   | 宍戸久美子     | 4月28日       |
| 5    | Escape! 炎の半魚人 ヌンサ!                   | 長谷川勝己 | 岩崎良明   | 松浦錠平   | 菊池城二       | 5月5日        |
| 6    | Focus! 本当の敵は レゾ?                      | 山田靖智   | 石崎すすむ | 石崎すすむ | 河口もと       | 5月12日       |
| 7    | Give up 寸前? 出た必殺の剣っ!!               | 花田十輝   | 鈴木行     | 岩崎良明   | 佐々木一浩     | 5月19日       |
| 8    | Help! シャブラニグドゥ 復活!!                | 高山治郎   | 横田和     | 横田和     | 加藤洋人       | 5月26日       |
| 9    | Impact! 脅威の 決戦前夜!                     | 渡辺誓子   | 佐藤英一   | 佐藤英一   | 箕輪悟         | 6月2日        |
| 10   | Jackpot! のるかそるかの 大バクチ!            | 高山治郎   | 牧野滋人   | 則座誠     | 宮田奈保美     | 6月9日        |
| 11   | Knock Out! セイルーン お家騒動!              | 千葉克彦   | 松園公     | 松浦錠平   | 小舟井充       | 6月16日       |
| 12   | Lovely! アメリアの 魔法修行                  | 長谷川勝己 | 小林孝志   | 小林孝志   | 菊池城二       | 6月23日       |
| 13   | Money! 賞金稼ぎを ブチのめせっ!!             | 高山治郎   | 佐藤真人   | 佐藤真人   | 宍戸久美子     | 6月30日       |
| 14   | Navigation! サイラーグへの 招待状!           | 長谷川勝己 | 又野弘道   | 岩崎良明   | 戸部敦夫       | 7月7日        |
| 15   | Oh no! リナの 結婚狂想曲?                    | 花田十輝   | 松浦錠平   | 松浦錠平   | おぶないみつる | 7月14日       |
| 16   | Passion! 舞台にかける 青春?                  | 山田靖智   | 則座誠     | 則座誠     | 佐々木一浩     | 7月21日       |
| 17   | Question? あの娘（こ）?に プロポーズ!        | 渡辺誓子   | 横田和     | 横田和     | 加藤洋人       | 7月28日       |
| 18   | Return! 赤法師 ふたたび!                     | 高山治郎   | 玉野陽美   | 玉野陽美   | 菊池城二       | 8月4日        |
| 19   | Shock! サイラーグ 崩壊!                      | 千葉克彦   | 渡部高志   | 多田野後彦 | 宮田奈保美     | 8月11日       |
| 20   | Trouble! 嵐の半魚人 ラハニム♥                | 長谷川勝己 | 岩崎良明   | 岩崎良明   | 戸部敦夫       | 8月18日       |
| 21   | Upset! ガウリイVS ザングルス                 | 山田靖智   | 松園公     | 松浦錠平   | 菊池城二       | 8月25日       |
| 22   | Vice! 残されし ものたち                      | 高山治郎   | 佐藤真人   | 佐藤真人   | 宍戸久美子     | 9月1日        |
| 23   | Warning! エリスの 執念!                      | 長谷川勝己 | 小林孝志   | 小林孝志   | 佐々木一浩     | 9月8日        |
| 24   | X-DAY よみがえる 魔獣!                       | 山田靖智   | 菊池一仁   | 玉野陽美   | 菊池城二       | 9月15日       |
| 25   | Yes! 最後の希望 祝福の剣（ブレス・ブレード） | 高山治郎   | 横田和     | 横田和     | 加藤洋人       | 9月22日       |
| 26   | Zap! 勝利は あたしのためにある               | 高山治郎   | 渡部高志   | 渡部高志   | 宮田奈保美     | 9月29日       |

#### 放送局（無印）
| 放送地域       | 放送局         | 放送時間           | 系列           | 備考            |
| -------------- | -------------- | ------------------ | -------------- | --------------- |
| 関東広域圏     | テレビ東京     | 金曜 18:30 - 19:00 | テレビ東京系列 | 制作局          |
| 北海道         | テレビ北海道   | 金曜 18:30 - 19:00 | テレビ東京系列 |                 |
| 大阪府         | テレビ大阪     | 金曜 18:30 - 19:00 | テレビ東京系列 |                 |
| 岡山県・香川県 | テレビせとうち | 金曜 18:30 - 19:00 | テレビ東京系列 |                 |
| 福岡県         | TXN九州        | 金曜 18:30 - 19:00 | テレビ東京系列 | 現・TVQ九州放送 |
| 岩手県         | IBC岩手放送    | 平日 早朝          | TBS系列        |                 |
| 山形県         | テレビユー山形 |                    | TBS系列        |                 |
| 新潟県         | 新潟テレビ21   |                    | テレビ朝日系列 | 途中打ち切り    |
| 石川県         | 石川テレビ     |                    | フジテレビ系列 |                 |
| 岐阜県         | 岐阜放送       |                    | 独立局         |                 |
| 愛知県         | テレビ愛知     | 火曜 7:35 - 8:05   | テレビ東京系列 | [ 注釈 8 ]      |
| 三重県         | 三重テレビ     | 木曜 16:45 - 17:15 | 独立局         |                 |
| 滋賀県         | びわ湖放送     |                    | 独立局         |                 |
| 奈良県         | 奈良テレビ     |                    | 独立局         |                 |
| 和歌山県       | テレビ和歌山   |                    | 独立局         |                 |
| 鳥取県・島根県 | 日本海テレビ   |                    | 日本テレビ系列 |                 |
| 熊本県         | 熊本朝日放送   |                    | テレビ朝日系列 |                 |
| 大分県         | 大分放送       | 土曜 6:00 - 6:30   | TBS系列        |                 |
| 宮崎県         | 宮崎放送       |                    | TBS系列        |                 |

### スレイヤーズNEXT
テレビアニメ第2作目で、1996年4月5日から1996年9月27日にかけて放送。全26話。
原作小説であるスレイヤーズ本編第2巻、第4巻、第5巻の一部、第7巻、第8巻を元に構成されている。本編第一部の残りのエピソードをアニメ化したが、6巻の内容のみ、構成や登場人物の都合上、ほぼ丸ごとカットされている。地方局では1作目を放送せずにNEXTから放送したところもあった。
本作から原作者の神坂一がシリーズ構成を、原作イラストレーターのあらいずみるいがキャラクター原案を手がけるようになった。
大月俊倫は「自分の中では『スレイヤーズ NEXT』がベスト」と述べている。

#### 登場人物・声の出演
- マルチナ＝ゾアナ＝メル＝ナブラチロワ - 柊美冬[6]
- キラ - 大谷育江
- 魔竜王（カオスドラゴン）ガーヴ - 中田譲治
- 冥王（ヘルマスター）フィブリゾ - 伊倉一恵
- アルフレッド - 結城比呂
- カンヅェル - 二又一成
- クリストファー - 岡和男
- マゼンダ - 兵藤まこ
- ザングルス - 島田敏
- ハルシフォム - 中田和宏
- セイグラム - 秋元羊介
- タリム - 茶風林
- ミルガズィア - 大倉正章
- クレアバイブル - 丸山詠二

#### 主題歌
オープニングテーマ「Give a reason」
歌 - 林原めぐみ、作詞 - 有森聡美、作曲 - 佐藤英敏、編曲 - 大平勉
エンディングテーマ「邪魔はさせない」
歌 - 奥井雅美、作詞 - 奥井雅美、作曲 - 奥井雅美・矢吹俊郎、編曲 - 矢吹俊郎
挿入歌「乙女の祈り」
歌 - 林原めぐみ&鈴木真仁、作詞 - 渡部高志、作曲 - 奥井雅美、編曲 - 矢吹俊郎

#### サブタイトル
第25話までのサブタイトルはしりとりになっている。また、サブタイトル中の1文字は赤文字になっている。
| 話数 | サブタイトル                                | 脚本       | 演出            | 絵コンテ          | 作画監督            | 放送日        |
| ---- | ------------------------------------------- | ---------- | --------------- | ----------------- | ------------------- | ------------- |
| 1    | いきなりピンチ! 魔人ゾアメルグスターの恐怖! | 高山治郎   | 佐藤英一        | 渡部高志          | 宮田奈保美 加藤洋人 | 1996年 4月5日 |
| 2    | ふざけた神官! その名はゼロス!               | 長谷川勝己 | 松園公 河口もと | 渡部高志 佐藤真人 | 菊池城二            | 4月12日       |
| 3    | 素敵な商売! 用心棒も楽じゃない!             | 千葉克彦   | 高橋滋春        | 佐藤英一          | 寺岡賢司            | 4月19日       |
| 4    | いにしえの契約! 不死を求める者!             | 渡辺誓子   | 岩崎良明        | 岩崎良明          | 戸部敦夫            | 4月26日       |
| 5    | 残されし愛ゆえに!                           | 山田靖智   | 水島精二        | 松園公 渡部高志   | 駒井一也            | 5月3日        |
| 6    | 逃がさない! 執念のマルチナふたたび!         | 花田十輝   | 横田和          | 横田和            | 高鉾誠              | 5月10日       |
| 7    | びっくり料理! 幻のドラゴン料理を追え!       | 岡本典久   | 小林孝志        | 小林孝志          | 宮田奈保美 加藤洋人 | 5月17日       |
| 8    | 永遠なれ! フィルさんが死んだ日?             | 長谷川勝己 | 高橋滋春        | 焼津半次          | 宮田奈保美 加藤洋人 | 5月24日       |
| 9    | 秘められし野望! 衝撃の告白?                 | 高山治郎   | 牧野滋人        | 佐藤英一          | 佐々木一浩          | 5月31日       |
| 10   | クセ者ぞろいの珍道中?! 魔力を取り戻せ!      | 渡辺誓子   | 吉田俊司        | 横田和            | 宇都木勇            | 6月7日        |
| 11   | 迫り来る闇の声! 切り裂けラグナ・ブレード!   | 山田靖智   | 水島精二        | 水島精二          | 戸部敦夫            | 6月14日       |
| 12   | ドンデン返し? 意外なる真実!                 | 高山治郎   | 山口武志        | 牧野滋人          | 宮田奈保美          | 6月21日       |
| 13   | 墜落寸前! 野望のついえる時!                 | 高山治郎   | 横田和          | 横田和            | 加藤洋人            | 6月28日       |
| 14   | 禁断のダンス? 最強呪文はどこだ!             | 千葉克彦   | 高橋滋春        | 小村敏明          | 高鉾誠              | 7月5日        |
| 15   | 大激突? 闘いのアルテメ塔!                   | 長谷川勝己 | 則座誠          | 渡部高志          | 佐々木一浩          | 7月12日       |
| 16   | 恨みの魔球! 根性の豪速球!                   | 岡本典久   | わだへいさく    | 小林孝志          | 戸部敦夫            | 7月19日       |
| 17   | うわさの彼女は ゼルガディス?                | 山田靖智   | 水島精二        | 水島精二          | 宮田奈保美          | 8月2日        |
| 18   | 砂の神殿! ギガスレイブの秘密!               | 高山治郎   | 吉田俊司        | 渡部高志          | 宇都木勇            | 8月9日        |
| 19   | ついに発覚っ? ゼロスの正体!                 | 高山治郎   | 高橋滋春        | 高橋滋春          | 加藤洋人            | 8月11日       |
| 20   | いくっきゃないっ! ドラゴンの谷を目指せ!     | 長谷川勝己 | 牧野滋人        | 牧野滋人          | 高鉾誠              | 8月16日       |
| 21   | 千年の真実! 裏切りの魔竜王!                 | 山田靖智   | 則座誠          | 水島精二          | 佐々木一浩          | 8月23日       |
| 22   | 奪われた光の剣! 魔竜王最後の時!             | 長谷川勝己 | 山口武志        | 渡部高志          | 加藤洋人 華房泰堂   | 8月30日       |
| 23   | 脅威の魔剣士! 再会の旅路!                   | 渡辺誓子   | 高橋滋春        | 戸部敦夫          | 戸部敦夫            | 9月6日        |
| 24   | 邪悪なる罠! 幻の死霊都市!                   | 高山治郎   | 佐藤英一        | 佐藤英一          | 寺岡賢司            | 9月13日       |
| 25   | 死せる者の魂! リナ最後の決断!               | 高山治郎   | 水島精二        | 水島精二          | 加藤洋人            | 9月20日       |
| 26   | Go To NEXT! そしてまた…                     | 高山治郎   | 渡部高志        | 渡部高志          | 宮田奈保美          | 9月27日       |

#### 放送局（NEXT）
| 放送地域       | 放送局             | 放送時間           | 系列           | 備考            |
| -------------- | ------------------ | ------------------ | -------------- | --------------- |
| 関東広域圏     | テレビ東京         | 金曜 18:30 - 19:00 | テレビ東京系列 | 制作局          |
| 北海道         | テレビ北海道       | 金曜 18:30 - 19:00 | テレビ東京系列 |                 |
| 愛知県         | テレビ愛知         | 金曜 18:30 - 19:00 | テレビ東京系列 |                 |
| 大阪府         | テレビ大阪         | 金曜 18:30 - 19:00 | テレビ東京系列 |                 |
| 岡山県・香川県 | テレビせとうち     | 金曜 18:30 - 19:00 | テレビ東京系列 |                 |
| 福岡県         | TXN九州            | 金曜 18:30 - 19:00 | テレビ東京系列 | 現・TVQ九州放送 |
| 岩手県         | IBC岩手放送        | 平日 早朝          | TBS系列        |                 |
| 宮城県         | 仙台放送           |                    | フジテレビ系列 | [ 注釈 11 ]     |
| 山形県         | テレビユー山形     |                    | TBS系列        |                 |
| 新潟県         | テレビ新潟         |                    | 日本テレビ系列 |                 |
| 石川県         | 石川テレビ         |                    | フジテレビ系列 |                 |
| 富山県         | チューリップテレビ | 火曜 16:00 - 16:27 | TBS系列        | [ 注釈 12 ]     |
| 静岡県         | テレビ静岡         | 平日 朝 金曜 早朝  | フジテレビ系列 |                 |
| 岐阜県         | 岐阜放送           |                    | 独立局         |                 |
| 三重県         | 三重テレビ         |                    | 独立局         |                 |
| 滋賀県         | びわ湖放送         |                    | 独立局         |                 |
| 奈良県         | 奈良テレビ         |                    | 独立局         |                 |
| 和歌山県       | テレビ和歌山       |                    | 独立局         |                 |
| 鳥取県・島根県 | 日本海テレビ       |                    | 日本テレビ系列 |                 |
| 広島県         | 中国放送           |                    | TBS系列        | 途中打ち切り    |
| 愛媛県         | 南海放送           |                    | 日本テレビ系列 |                 |
| 長崎県         | 長崎国際テレビ     |                    | 日本テレビ系列 | 途中打ち切り    |

### スレイヤーズTRY
テレビアニメのシリーズ第3作目で、1997年4月4日から同年9月26日にかけて放送。全26話。イージー・フイルムがアニメーション制作を手掛けたスレイヤーズの初期テレビシリーズはこの作品で完結となった。
NEXTが原作小説の第8巻までの流れだったに対して、TRYで第9巻には進まず、原作者の神坂一よるオリジナルストーリーとなった。
神坂一は本作を「パラレルな第3部」と捉えているというが、NEXT(原作1部終盤)直属の続編であるため、原作の時系列では1部と2部の間、もしくは「パラレルな第2部」に相当する。

#### 登場人物・声の出演
- フィリア＝ウル＝コプト - 桑島法子[7]
- ヴァルガーヴ - 高木渉[7]
- アルメイス - 茶風林
- エルロゴス - 堀之紀
- シーリウス - 家中宏
- グラボス＝マウントープ - 江川央生
- ジラス＝ジレス＝ジロス - 山崎たくみ
- 最長老 - 沢木郁也

#### 主題歌
オープニングテーマ「Breeze」
歌 - 林原めぐみ、作詞 - 有森聡美、作曲 - 佐藤英敏、編曲 - 添田啓二
エンディングテーマ
「don't be discouraged」
歌 - 林原めぐみ、作詞 - MEGUMI、作曲 - 佐藤英敏、編曲 - 添田啓二
「somewhere」（最終回）
歌 - 桑島法子、作詞・作曲・編曲 - 田辺智沙

#### サブタイトル
第24話までのサブタイトルの最初と最後をくっつけるといろは歌になっている。
| 話数 | サブタイトル                        | 脚本              | 演出     | 絵コンテ     | 作画監督            | 放送日        |
| ---- | ----------------------------------- | ----------------- | -------- | ------------ | ------------------- | ------------- |
| 1    | 威風堂々? 旅立ちの帆をあげろ!       | 高山治郎          | 渡部高志 | 渡部高志     | 宮田奈保美          | 1997年 4月4日 |
| 2    | 半信半疑? 故郷（くに）からの手紙に! | 高山治郎          | 加藤洋人 | カトウヒロト | 加藤洋人            | 4月11日       |
| 3    | 傍若無人な アイツはどこへ?          | 長谷川勝己        | 牧野滋人 | 牧野滋人     | 佐々木一浩          | 4月18日       |
| 4    | 東奔西走! ヤツの狙いはカタキ討ち?   | 長谷川勝己        | 岩崎良明 | 岩崎良明     | 戸部敦夫            | 4月25日       |
| 5    | 流言飛語? 炎を吐かなきゃ煙は立たぬ? | 山田靖智          | 高橋滋春 | 高橋滋春     | 宮田奈保美 高鉾誠   | 5月2日        |
| 6    | 流浪流転? 暴走神殿の旅を!           | 隅沢克之          | 水島精二 | 水島精二     | 宮田奈保美 加藤洋人 | 5月9日        |
| 7    | 和平会談? これがドラゴンの神殿か?   | 高山治郎          | 佐藤英一 | 佐藤英一     | 加藤洋人            | 5月16日       |
| 8    | 用意周到! 計画は動き出した!         | 高山治郎          | 則座誠   | 開木菜織     | 宮田奈保美          | 5月23日       |
| 9    | 連続発射! 戦いの荒磯!               | 高山治郎 堀井明子 | 渡部高志 | 渡部高志     | 松下純子 戸部敦夫   | 5月30日       |
| 10   | 追放覚悟! 二人の愛は永遠よね?       | 山田靖智          | 渡辺純央 | 渡部高志     | 飯野利明            | 6月6日        |
| 11   | 難関突破? 男ジラスの底力!           | 長谷川勝己        | 則座誠   | 渡部高志     | 戸部敦夫            | 6月13日       |
| 12   | 無我夢中! 迷宮の追跡行!             | 高山治郎          | 渡辺純央 | 高橋滋春     | 渡辺純央            | 6月20日       |
| 13   | 一触即発! 鍵を握る者!               | 高山治郎          | 佐藤英一 | 佐藤英一     | 飯野利明            | 6月27日       |
| 14   | 横行闊歩! 終わりなき慟哭!           | 高山治郎          | 渡部高志 | 渡部高志     | 宮田奈保美          | 7月4日        |
| 15   | 厄難奇難? ここは不思議の島!         | 山田靖智          | 佐藤英一 | 佐藤英一     | 加藤洋人            | 7月11日       |
| 16   | 喧々囂々! 呪われた壷の恐怖!         | 高橋義昌          | 高橋滋春 | 高橋滋春     | 柳瀬雄之            | 7月18日       |
| 17   | 効果覿面? 恋の行方は紙一重!         | 高山治郎 堀井明子 | 岩崎良明 | 開木菜織     | 松下純子            | 7月25日       |
| 18   | 適材適所! 正義の里のアメリア!       | 長谷川勝己        | 則座誠   | 戸部敦夫     | 戸部敦夫            | 8月1日        |
| 19   | 三者三様! 光の示す先!               | 高橋義昌          | 牧野滋人 | 牧野滋人     | 飯野利明            | 8月8日        |
| 20   | 勇者降臨? 少女の祈りは誰のため?     | 山田靖智          | 渡辺純央 | 渡辺純央     | 柳瀬雄之            | 8月15日       |
| 21   | 未開未踏! 封じられた歴史!           | 長谷川勝己        | 加藤洋人 | 渡部高志     | 宮田奈保美          | 8月22日       |
| 22   | 永逝永訣! 倒れし者への叫び!         | 高山治郎          | 則座誠   | 開木菜織     | 松下純子            | 8月29日       |
| 23   | 問答無用! 決戦の地を目指せ!         | 山田靖智          | 渡辺純央 | 牧野滋人     | 柳瀬雄之            | 9月5日        |
| 24   | 推測不能! 開かれし禁断の門!         | 高山治郎          | 岩崎良明 | 岩崎良明     | 戸部敦夫            | 9月12日       |
| 25   | 闇の星より 出ずる者!                | 高山治郎          | 則座誠   | 渡部高志     | 加藤洋人            | 9月19日       |
| 26   | TRYagain! 白く還りし刻!             | 高山治郎          | 渡部高志 | 渡部高志     | 宮田奈保美          | 9月26日       |

※18話のアイキャッチはシナリオの内容に合わせ、スレイヤーズTRYではなく、流星戦士ピースマンとなっている。

#### 放送局（TRY）
| 放送地域       | 放送局             | 放送時間                     | 系列           | 備考                    |
| -------------- | ------------------ | ---------------------------- | -------------- | ----------------------- |
| 関東広域圏     | テレビ東京         | 金曜 18:30 - 19:00           | テレビ東京系列 | 制作局                  |
| 北海道         | テレビ北海道       | 金曜 18:30 - 19:00           | テレビ東京系列 |                         |
| 愛知県         | テレビ愛知         | 金曜 18:30 - 19:00           | テレビ東京系列 |                         |
| 大阪府         | テレビ大阪         | 金曜 18:30 - 19:00           | テレビ東京系列 |                         |
| 岡山県・香川県 | テレビせとうち     | 金曜 18:30 - 19:00           | テレビ東京系列 |                         |
| 福岡県         | TXN九州            | 金曜 18:30 - 19:00           | テレビ東京系列 | 現・TVQ九州放送         |
| 岩手県         | IBC岩手放送        | 月曜 - 金曜 5:30 - 6:00      | TBS系列        | 1997年9月12日から放送。 |
| 宮城県         | 仙台放送           | 土曜 5:15 - 5:45             | フジテレビ系列 |                         |
| 山形県         | テレビユー山形     |                              | TBS系列        |                         |
| 福島県         | テレビユー福島     | 火曜 0:50 - 1:20（月曜深夜） | TBS系列        |                         |
| 新潟県         | テレビ新潟         |                              | 日本テレビ系列 |                         |
| 石川県         | 石川テレビ         | 火曜 1:57 - 2:27（月曜深夜） | フジテレビ系列 |                         |
| 静岡県         | 静岡第一テレビ     | 土曜 1:40 - 2:10（金曜深夜） | 日本テレビ系列 |                         |
| 岐阜県         | 岐阜放送           | 日曜 11:00 - 11:30           | 独立局         |                         |
| 三重県         | 三重テレビ         | 木曜 17:05 - 17:35           | 独立局         |                         |
| 滋賀県         | びわ湖放送         |                              | 独立局         |                         |
| 奈良県         | 奈良テレビ         |                              | 独立局         |                         |
| 和歌山県       | テレビ和歌山       |                              | 独立局         |                         |
| 鳥取県・島根県 | 日本海テレビ       |                              | 日本テレビ系列 |                         |
| 広島県         | 中国放送           | 金曜 2:08 - 2:38（木曜深夜） | TBS系列        |                         |
| 長崎県         | 長崎国際テレビ     | 金曜 1:50 - 2:20（木曜深夜） | 日本テレビ系列 |                         |
| 熊本県         | くまもと県民テレビ | 日曜 2:05 - 2:35（土曜深夜） | 日本テレビ系列 |                         |
| 大分県         | 大分放送           | 土曜 6:00 - 6:30             | TBS系列        | 1997年9月13日から放送   |
| 沖縄県         | 沖縄テレビ         | 火曜 15:55 - 16:25           | フジテレビ系列 |                         |

### スレイヤーズREVOLUTION
前作『TRY』から11年ぶりの新作。2008年の『ドラゴンマガジン』4月号にて新作のテレビアニメが放送されることが告知された。そして翌月の『ドラゴンマガジン』5月号で、新作アニメのタイトルが『スレイヤーズREVOLUTION』（レヴォリューション）であることが発表された。ストーリーは本編5巻と『すぺしゃる』9巻等をベースとしたアニメオリジナルとなっている。略称は「スレイヤーズR」。
11年経過したこともあってスタッフに大幅な変動があり、制作会社も変わったが、一部のスタッフは続投し、担当声優の変更も無い。
前作までの主要登場人物に加え、新たなレギュラーキャラクターとしてワイザー＝フレイオン、ポコタが登場。さらに、原作第1部で活躍した暗殺者ズーマやデュクリスも登場。
TVシリーズでは初めて主題歌の歌詞テロップが廃止された。主人公・リナ＝インバースによるオープニングの口上が第1作以来に復活した。本作と『EVOLUTION-R』のサブタイトル画面BGMは『NEXT』の物を使用。
アニメ開始に先立ち、同タイトルの漫画版が『ドラゴンエイジ』6月号から連載された（ポコタ、ワイザーも第1話より登場）。また、放送に合わせて原作の外伝『すぺしゃる』は『すまっしゅ。』に改題された。
この他、リナを演じる林原めぐみが自身のラジオ番組（『林原めぐみのHeartful Station』および『林原めぐみのTokyo Boogie Night』）の中でたびたび情報提供をしていた。主題歌は過去作品と同様に林原が歌っている。
テレビ東京系列6局にて、2008年7月から同年9月まで放送された。放送枠は深夜帯で、ローカル放送だった。
放送は変則2クールとなっており、前半は第4期、後半を第5期として位置づけられていることが発表された。2008年10月、続編の新シリーズ（第5期作品）の放送が決定したことが予告され、後にタイトルを『スレイヤーズEVOLUTION-R』として放送予定であることも発表された（以降の詳細の『スレイヤーズEVOLUTION-R』を参照）。
時系列は原作1部および『TRY』から2部までの間に当たる（『EVOLUTION-R』も同様）。

#### 登場人物・声の出演
- ポコタ - 小林由美子[8]
- ワイザー＝フレイオン - 大塚明夫[8]
- デュクリス - 松山タカシ
- ジョコンダ - 高島雅羅
- オゼル - 木村はるか
- ズーマ - 飛田展男
- ザナッファー - 石井康嗣

#### 主題歌
オープニングテーマ「Plenty of grit」（第13話では挿入歌としても使用）
作詞 - MEGUMI、作曲 - 佐藤英敏、編曲 - 大平勉、コーラスアレンジ - 奥井雅美、歌 - 林原めぐみ
エンディングテーマ「Revolution」
作詞 - MEGUMI、作曲・編曲 - たかはしごう、歌 - 林原めぐみ
- 第13話（最終回）では本編終盤に挿入される形で使用された。

#### サブタイトル
サブタイトルの頭が無印同様アルファベット順になっている。
| 話数 | サブタイトル                            | 脚本       | 絵コンテ | 演出            | 作画監督                                         | 作画総監督                  |
| ---- | --------------------------------------- | ---------- | -------- | --------------- | ------------------------------------------------ | --------------------------- |
| 1    | Amazing 驚愕のドラグスレイブ!?          | 高山治郎   | 渡部高志 | 則座誠          | 佐野隆雄                                         | 宮田奈保美                  |
| 2    | Because それはリナ＝インバースだから!   | 高山治郎   | 渡部高志 | 秋田谷典昭      | 井本由紀                                         | 宮田奈保美                  |
| 3    | Chase 終わりなき追走!                   | 山田靖智   | 堀之内元 | 白石道太        | 小野和寛 河井淳                                  | 宮田奈保美                  |
| 4    | Drifter どっちが追うか追われるか!       | 長谷川勝己 | 森脇真琴 | 神保昌登        | 加藤万由子 鷲田敏弥 のりみそのみ                 | 宮田奈保美 佐野隆雄         |
| 5    | Eternal 悠久に眠れし森                  | 高山治郎   | 又野弘道 | 岡嶋国敏        | 鈴木奈都子 昆冨美子 容洪                         | 宮田奈保美 鷲北恭太（補佐） |
| 6    | Fall on 奇祭! 珍祭? あの玉を押しあげろ! | 伊藤美智子 | 渡部高志 | 高島大輔        | 赤尾良太郎 石川哲也 雨宮英雄 桜井木の実          | 佐野隆雄                    |
| 7    | Gorgeous 狙われた豪華客船!?             | 山田靖智   | 丸山由太 | 丸山由太        | 梶谷光春 のりみそのみ                            | 宮田奈保美 鷲北恭太（補佐） |
| 8    | Hurry up つっこめっ! いや、つっこむな?  | 長谷川勝己 | 又野弘道 | 則座誠          | 井本由紀                                         | 佐野隆雄                    |
| 9    | Insider 真実を知るもの!                 | 高山治郎   | 神保昌登 | 神保昌登        | 鷲田敏弥 杉本功 粉川剛                           | 宮田奈保美                  |
| 10   | Judgment 蘇る白銀!                      | 高山治郎   | 渡部高志 | 白石道太        | 小野和寛 河合淳                                  | 佐野隆雄                    |
| 11   | Keep out しのびよる魔獣!                | 伊藤美智子 | 森脇真琴 | 岡嶋国敏        | 武内啓 昆冨美子 容洪                             | 宮田奈保美 鷲北恭太（補佐） |
| 12   | Legacy 決戦セイルーン!                  | 高山治郎   | 高田耕一 | 高島大輔        | 石川哲也 赤尾良太郎 新井伸浩                     | 佐野隆雄                    |
| 13   | Misty 振り下ろされる刃!                 | 高山治郎   | 渡部高志 | 丸山由太 則座誠 | 梶谷光春 井本由紀 佐野隆雄 のりみそのみ 新居伸浩 | 宮田奈保美 鷲北恭太         |

#### 放送局（REVOLUTION）
| 放送地域       | 放送局         | 放送日時                     | 系列           | 備考             |
| -------------- | -------------- | ---------------------------- | -------------- | ---------------- |
| 関東広域圏     | テレビ東京     | 木曜 1:20 - 1:50（水曜深夜） | テレビ東京系列 |                  |
| 大阪府         | テレビ大阪     | 木曜 1:20 - 1:50（水曜深夜） | テレビ東京系列 | [ 注釈 16 ]      |
| 愛知県         | テレビ愛知     | 木曜 1:28 - 1:58（水曜深夜） | テレビ東京系列 |                  |
| 福岡県         | TVQ九州放送    | 月曜 2:45 - 3:15（日曜深夜） | テレビ東京系列 |                  |
| 北海道         | テレビ北海道   | 火曜 1:30 - 2:00（月曜深夜） | テレビ東京系列 |                  |
| 岡山県・香川県 | テレビせとうち | 木曜 1:48 - 2:18（水曜深夜） | テレビ東京系列 |                  |
| 日本全域       | AT-X           | 木曜 13:00 - 13:30           | CS放送         | リピート放送あり |

### スレイヤーズEVOLUTION-R
『REVOLUTION』の事前発表に際し、変則2クールの放送体制を執ることが発表されていたが、その後、林原めぐみのラジオ番組『林原めぐみのTokyo Boogie Night』を通じて、第5期の情報が正式に発表された。放送内容は第4期『REVOLUTION』の続編となっている。略称は「スレイヤーズER」。ストーリーは一部本編6巻がベースとなっている。
2009年1月12日から2009年4月6日までAT-Xにて放送されたが、スレイヤーズシリーズにおいて唯一、地上波では放送されなかった（全13話）。1クールのアニメシリーズでありながら、同チャンネルのみの完全独占放送作品であった事は、OVAシリーズを除き、極めて異例。

#### 登場人物・声の出演
- ポコタ - 小林由美子[9]
- オゼル - 木村はるか
- 赤法師レゾ - 子安武人
- ナーマ - 川村万梨阿
- ラドック/ズーマ - 飛田展男
- アベル - 岡本信彦
- グドゥザ - 三石琴乃
- デュグルド - 平田広明
- シャブラニグドゥ（亡霊） - 郷里大輔

第13話のエンドロールでは、フィル王子、シルフィール、ワイザー＝フレイオンなど声無しだが登場した。

#### 主題歌
オープニングテーマ 「Front breaking」（第1話 - 第12話）
作詞 - MEGUMI、作曲 - 佐藤英敏、編曲 - 五島翔、歌 - 林原めぐみ
第13話（最終回）ではオープニング、サブタイトル画面が廃止され、本編中に表示された。TVシリーズでは初めてのこと。
エンディングテーマ
「砂時計」（第1話 - 第12話）
作詞 - MEGUMI、作曲・編曲 - 矢吹俊郎、歌 - 林原めぐみ
「JUST BEGUN」（第13話）
作詞 - MEGUMI、作曲・編曲 - たかはしごう、歌 - 林原めぐみ

挿入歌 「Give a reason」（第13話）
作詞 - 有森聡美、作曲 - 佐藤英敏、編曲 - 大平勉、歌 - 林原めぐみ
- 元は第2期テレビアニメ『スレイヤーズNEXT』オープニングテーマ。

#### サブタイトル
サブタイトルの頭がREVOLUTIONに続く形でアルファベット順となっている。
| 話数 | サブタイトル                      | 脚本       | 絵コンテ | 演出                | 作画監督                                                               | 総作画監督          |
| ---- | --------------------------------- | ---------- | -------- | ------------------- | ---------------------------------------------------------------------- | ------------------- |
| 1    | New comer? 新たなる旅立ち!        | 高山治郎   | 渡部高志 | 則座誠              | 井本由紀 のりみそのみ                                                  | 宮田奈保美 鷲北恭太 |
| 2    | Oh my head! 頭はどこだ?           | 長谷川勝己 | 渡部高志 | 神保昌登            | 梶谷光春 佐野隆雄 のりみそのみ                                         | 佐野隆雄            |
| 3    | Partner! 二人は一心同体           | 山田靖智   | 渡部高志 | 白石道太            | 河井淳 小野和寛 のりみそのみ                                           | 宮田奈保美 鷲北恭太 |
| 4    | Quality time? 愛ある生活?         | 伊藤美智子 | 高田耕一 | 秋田谷典昭 笹原嘉文 | 鷲田敏弥 赤尾良太郎 石川哲也                                           | 佐野隆雄            |
| 5    | Raider! 闇からの声!               | 高山治郎   | 森脇真琴 | 園田雅裕            | 松本文男                                                               | 宮田奈保美 鷲北恭太 |
| 6    | SEEK! 狙われるのは誰だ!           | 長谷川勝己 | 高田耕一 | 高島大輔            | 井嶋けい子 加藤万由子 のりみそのみ                                     | 佐野隆雄            |
| 7    | TOWN SCAPE 人に作られたモノゆえに | 伊藤美智子 | 又野弘道 | 佐藤光              | 井本由紀 のりみそのみ                                                  | 宮田奈保美 鷲北恭太 |
| 8    | Uncover 暴かれる闇!               | 高山治郎   | 渡部高志 | 則座誠              | 梶谷光春 鷲田敏弥 柳隆太                                               | 佐野隆雄 鷲北恭太   |
| 9    | Voice 壺の中身は何ですか?         | 山田靖智   | 武蔵境孝 | 白石道太            | 小野和寛 河井淳                                                        | 宮田奈保美 鷲北恭太 |
| 10   | Wisdom 帰らぬ時を求めて!          | 長谷川勝己 | 又野弘道 | 神保昌登            | 猫柳亭耳楽 佐野隆雄 井本由紀                                           | 佐野隆雄            |
| 11   | Xeno 復活の代償!                  | 伊藤美智子 | 渡部高志 | 大野和寿            | 津元美緒 司下由紀子                                                    | 宮田奈保美 鷲北恭太 |
| 12   | Yesterdays memory 取り戻した日々  | 高山治郎   | 高田耕一 | 笹原嘉文            | 鷲北恭太 新居伸浩 鷲田敏弥 のりみそのみ                                | 佐野隆雄            |
| 13   | Zero hour 滅びゆくもの!           | 高山治郎   | 渡部高志 | 渡部高志 則座誠     | 宮田奈保美 佐野隆雄 井本由紀 梶谷光春 赤尾良太郎 のりみそのみ 中山由美 | 宮田奈保美 鷲北恭太 |

#### 放送局（EVOLUTION-R）
| 放送地域 | 放送局 | 放送日時                           | 放送区分 | 備考             |
| -------- | ------ | ---------------------------------- | -------- | ---------------- |
| 日本全域 | AT-X   | 月曜 9:30 - 10:00 月曜 8:30 - 9:00 | CS放送   | リピート放送あり |

## ラジオドラマ
テレビシリーズの間を繋ぐために制作され、原作の『スレイヤーズすぺしゃる』をベースとしたオリジナルストーリー。登場するキャラクターがテレビアニメ版用に変更されており、『EX.』ではリナ、ガウリイ、ゼルガディス、アメリア、シルフィール、オリジナルキャラクターであるザングルスが登場し、『N・EX.』ではさらにゼロスと『NEXT』のオリジナルキャラクターだったマルチナが加わっている。

### スレイヤーズEX.（えくすとら）
1995年10月12日から1996年4月4日にかけて、ラジオ『MEGU・OMO 街へ出よう』内で放送。同番組のパーソナリティーは林原めぐみと西村智博（現在は西村朋紘）。
主題歌
オープニングテーマ「Going History」
歌 - 林原めぐみ、作詞 - 有森聡美、作曲 - 佐藤英敏、編曲 - 小野沢篤
エンディングテーマ「灼熱の恋」
歌 - 林原めぐみ、作詞 - 有森聡美、作曲 - 佐藤英敏、編曲 - 小野沢篤
エピソード
スレイヤーズEX.1 〜白竜の山〜
ゲストキャラ - リオル（声 - 山崎たくみ）
スレイヤーズEX.2 〜ふくしぅの刃〜
ゲストキャラ - レミー（声 - 島津冴子）、ケルン（声 - 石井康嗣）
スレイヤーズEX.3 〜がんばれ死霊術士（ネクロマンサー）〜
ゲストキャラ - ウィニー（声 - 西原久美子）
スレイヤーズEX.4 〜リナ抹殺指令〜
ゲストキャラ - シルフィール（声 - 冬馬由美）、ザングルス（声 - 島田敏）、ヴルムグン（声 - 家中宏）、ディルギア（声 - 掛川裕彦）
- 「リナ抹殺指令」は原作があるが、ラジオドラマ用のオリジナルストーリーになっている。

### スレイヤーズN・EX.（ねくすとら）
1996年10月4日から1997年3月28日にかけて、ラジオ「有希と美冬のスレイヤーズPachi2（パチパチ）ナイト」内で放送。同番組のパーソナリティーは松浦有希と柊美冬（現在の芸名は石村知子）。
主題歌
オープニングテーマ「naked mind」
歌・作詞 - 奥井雅美、作曲・編曲 - 矢吹俊郎
エンディングテーマ「虹のように」
歌・作詞・作曲 - 奥井雅美、編曲 - 矢吹俊郎
エピソード
スレイヤーズN・EX.1 〜闇の住まう村〜
ゲストキャラ - ギザン（声 - 堀之紀）、アニス（声 - 引田有美）、ラゼラム（声 - 石井康嗣）
スレイヤーズN・EX.2 〜りべんじゃあ。〜
ゲストキャラ - キャニー（声 - 松井菜桜子）、サウザンド（声 - 郷里大輔）
スレイヤーズN・EX.3 〜愛しの根性なし〜
ゲストキャラ - ガードナー（声 - 結城比呂）、エレミー（声 - 皆口裕子）、クローブ（声 - 西村知道）
スレイヤーズN・EX.4 〜破壊神はつらいよ〜
ゲストキャラ - ウィレーネ（声 - 天野由梨）、シルフィール（声 - 冬馬由美）、ザングルス（声 - 島田敏）、ヴルムグン（声 - 家中宏）、ディルギア（声 - 掛川裕彦）、ミワン（声 - 野田順子）、偽マルチナ（声 - 松浦有希（友情出演））
| 文化放送 金曜25:00-25:30枠                        | 文化放送 金曜25:00-25:30枠                                                       | 文化放送 金曜25:00-25:30枠                             |
| 前番組                                            | 番組名                                                                           | 次番組                                                 |
| ------------------------------------------------- | -------------------------------------------------------------------------------- | ------------------------------------------------------ |
| 紅と蒼の伝説ランドロック （1996年4月5日-9月27日） | 有希と美冬のスレイヤーズPachi2（パチパチ）ナイト （1996年10月4日-1997年3月28日） | ラジオ･聖ルミナス女学院 （1997年4月11日-1998年4月3日） |

## 劇場版
すべて東映の配給だが、製作は角川文庫が主体となっているため、第4作までは冒頭には東映のクレジットタイトル「荒磯に波」の代わりに角川のロゴが挿入されていた。
総監督は第1作目はやまざきかずおが、第2作目・3作目は湯山邦彦が指揮を取り、第4作目は第1作から監督だったわたなべひろしと作画監督を相澤昌弘を起用し、2人で指揮を取る。第5作目は佐藤順一が指揮をした。原作者の神坂一が『RETURN』『ぐれえと』『ごうじゃす』の脚本を担当している。
- リナ＝インバース（声 - 林原めぐみ）
- 白蛇（サーペント）のナーガ（声 - 川村万梨阿）

### スレイヤーズ（劇場版）
1995年7月29日公開『角川アニメフェスティバル』。同時上映『はじまりの冒険者たち 〜レジェンド・オブ・クリスタニア〜』。

#### あらすじ
今日も悪党ぶちのめし、わが道を行く我等が「ドラまた」リナ・インバース。そこへいつもの金魚のうんち、白蛇のナーガが現れたかと思いきや、リナを強引につれて、「約束の島」と呼ばれるミプロス島への旅に出ることになる。時を同じくして、リナは不思議な夢を見るようになる。

#### スタッフ
- 原作 - 神坂一[27]
- 原作イラスト - あらいずみるい[27]
- 総監督・脚本・絵コンテ - やまざきかずお[27]
- 監督 - 渡辺ひろし[27]
- キャラクターデザイン・作画監督 - 吉松孝博[27]
- 美術監督 - 竹田悠介[27]
- 色彩設定 - 丸山美江子[26]
- 撮影監督 - 安津畑隆
- 編集 - 関一彦、船見康恵
- 音楽 - 服部隆之[27]
- 音響監督 - 小林克良[26]
- プロデューサー - 鈴木徹[26]
- 配給 - 東映[26]
- アニメーション制作 - J.C.STAFF[27]
- 製作 - 「スレイヤーズ」製作委員会（角川書店、バンダイビジュアル、丸紅、キングレコード）[27]

#### 主題歌
主題歌「MIDNIGHT BLUE」
歌 - 林原めぐみ、作詞 - 有森聡美、作曲 - 佐藤英敏、編曲 - 五島翔
裏主題歌「能あるライバルは爪を隠す」
歌 - 川村万梨阿、作詞 - 中沢ふみえ、作曲・編曲 - オダクラ・アキラ

#### ゲストキャラ・声の出演
- ラウディ＝ガブリエフ（声 - 阪脩 少年時代：高山みなみ[28]）
- メリルーン（声 - 白鳥由里[28]）
- 温泉マスター（声 - 佐藤正治）
- ラゴス（声 - 若本規夫[28]）
- ジョイロック（声 - 玄田哲章[28]）

### スレイヤーズRETURN
1996年8月3日公開。同時上映『X-エックス-』。配給収入は6億円。

#### あらすじ
とある宿場町、あいも変わらずつまらないことで喧嘩していたリナとナーガの前に、1人の傷ついた少女が現れる。ある日、レッサー・デーモンを連れた男が村にやってきて、村人を脅して無理矢理働かせ始めたのだと言う。ビアズというその村の名前に聞き覚えのあったリナは、一味を追い出して欲しいという少女・サリーナの頼みを聞くことにした。

#### スタッフ
- 総監督・絵コンテ - 湯山邦彦[31]
- 監督 - わたなべひろし[31]
- 脚本 - 神坂一[31]
- 原作イラスト・キャラクター原案・キャラクターデザイン - あらいずみるい[31]
- 総作画監督 - 吉松孝博[31]
- キャラクター作画監督 - 山川良志信、千葉道徳
- 美術監督 - 加藤浩[31]
- 色彩設定 - 丸山美江子[29]
- 撮影監督 - 大瀧勝之[31]
- 編集 - 正木直幸
- 音楽 - 服部隆之[31]
- 音響監督 - 小林克良[31]
- プロデューサー - 佐藤公宣[29]
- 配給 - 東映[29]
- アニメーション制作 - J.C.STAFF[31]
- 製作 - 「スレイヤーズ」製作委員会（角川書店、バンダイビジュアル、丸紅、キングレコード）[31]

#### 主題歌
主題歌「Just be conscious」
歌 - 林原めぐみ、作詞 - MEGUMI、作曲 - 佐藤英敏、編曲 - 添田啓二、コーラスアレンジ - 奥井雅美
イメージソング「RUN ALL THE WAY!」
歌 - 林原めぐみ、作詞 - 有森聡美、作曲・編曲 - 大森俊之

#### ゲストキャラ・声の出演
- サリーナ（声 - 平松晶子[28]）
- サリーナの父（声 - 大塚明夫[28]）
- ザッハード（声 - 矢尾一樹[28]）
- ガレフ（声 - 内海賢二[28]）

### スレイヤーズぐれえと
1997年8月2日公開『角川アニメフェスティバル'97』。同時上映『天地無用!真夏のイヴ』。

#### あらすじ
陶器ゴーレムが名産品の街。暴走ゴーレムから少女を助けたリナとナーガは、いつものように相手に無理矢理恩に着せて少女の家に食事をたかりに押しかけた。その少女の父親は、ゴーレム・メーカーとして広く名の通ったガリア＝アインバーグだった。近年は「創作意欲がわかない」と言ってゴーレムの製作をしていなかったガリアだが、リナを一目見た途端にその容姿を気に入ってしまい、リナをモデルにゴーレム人形を作りたいと言い出し始めた。その前祝いの帰り道、一行は悪漢に襲われる。リナとナーガによって撃退されるものの、ちょうど現れたロード・ハイゼンの話によると、この街の領有権を巡って対立しているロード・グラニオンと、巨大ゴーレムによる決闘で雌雄を決することになったが、ゴーレムを軍事兵器として量産しようとしているグラニオンがガリアを誘拐しようとしたらしい。ゴーレムを兵器にしたくないガリアはハイゼン側について巨大ゴーレムを製作することになった。

#### スタッフ
- 総監督・絵コンテ - 湯山邦彦[33]
- 監督 - わたなべひろし[33]
- 脚本 - 神坂一[33]
- 原作イラスト・キャラクター原案・キャラクターデザイン - あらいずみるい[33]
- 総作画監督 - 吉松孝博[33]
- ゴーレムデザイン - 岩倉和憲
- 作画監督 - 岩倉和憲、千葉道徳
- エフェクト作画監督 - 桝田浩史
- 美術監督 - 加藤浩[33]
- 色彩設定 - 丸山美江子
- 撮影監督 - 大瀧勝之[33]
- 編集 - 関一彦、山森重之
- 音楽 - 服部隆之[33]
- 音響監督 - 小林克良[33]
- プロデューサー - 佐藤公宣[32]
- 配給 - 東映[32]
- アニメーション制作 - J.C.STAFF[33]
- 製作 - 「スレイヤーズ」製作委員会（角川書店、バンダイビジュアル、丸紅、キングレコード）[33]

#### 主題歌
主題歌「Reflection」
歌 - 林原めぐみ、作詞 - MEGUMI、作曲 - 佐藤英敏、編曲 - 添田啓二
イメージソング「GLORIA〜君に届けたい〜」
歌 - 林原めぐみ、作詞 -有森聡美、作曲 - 松永和彦、編曲 - 岩本正樹

#### ゲストキャラ・声の出演
- ライア（声 - 井上喜久子[28]）
- ガリア（声 - 加藤精三[28]）
- ヒューイ（声 - 子安武人[28]）
- ロード・ハイゼン（声 - 川久保潔[28]）
- ロード・グラニオン（声 - 若本規夫[28]）

### スレイヤーズごぅじゃす
1998年8月8日公開。同時上映『機動戦艦ナデシコ -The prince of darkness-』。

#### あらすじ
リナとナーガがやってきたのは、街中活気に溢れ、美味しい食べ物が名物の城下町。しかし、そこへ突然、鎧姿の少女が率いるドラゴン軍団が襲撃してくる。ドラゴン軍団はリナによって撃退されるが、止めをさそうとした途端、ドラゴン軍団と対峙していたはずの城の兵士によって押し留められる。

#### スタッフ
- 監督・絵コンテ - わたなべひろし[28]
- 脚本 - 神坂一[28]
- 原作イラスト・キャラクター原案 - あらいずみるい[28]
- キャラクターデザイン・総作画監督 - 相澤昌弘[28]
- 作画監督 - 山川吉樹[34]、阿蒜晃士[34]
- エフェクト作画監督 - 桝田浩史[34]
- 美術監督 - 吉原俊一郎[28]
- 色彩設定 - 丸山美江子[34]
- 撮影監督 - 大瀧勝之[28]
- 編集 - 関一彦、小林容子、秋保宣宏
- 音楽 - 服部隆之[28]、手塚理[28]
- 音響監督 - 小林克良[28]
- プロデューサー - 佐藤公宣[34]
- 配給 - 東映[34]
- アニメーション制作 - J.C.STAFF[28]
- 製作 - 「スレイヤーズごぅじゃす」製作委員会（角川書店、バンダイビジュアル、丸紅、キングレコード、東映、テレビ東京）[28]

主題歌「raging waves」
歌 - 林原めぐみ、作詞 - MEGUMI、作曲 - 佐藤英敏、編曲 - 添田啓二

#### ゲストキャラ・声の出演
- カルバート（声 - 神谷明[28]）
- マレーネ（声 - 氷上恭子[28]）
- ガイズノー（声 - 滝口順平[28]）
- ソーンフォート（声 - 塩沢兼人[28]）

### スレイヤーズぷれみあむ
2001年12月12日『冬の角川アニメ』。同時上映『サクラ大戦 活動写真』『あずまんが大王』『Di Gi Charat 星の旅』。この作品のみ、冒頭に東映のクレジットタイトルが挿入されている。

#### あらすじ
タコ料理が有名な港町にやってきたリナとガウリイの2人。呪文で街の漁船をふっ飛ばしてしまいメザシ1匹の食事をとる羽目になったリナを他所に、海鮮舟盛を食べるガウリイだったが、窓の外でなにやら異変が起こっている。そして2人の前にも、食堂の主人が血相を変えて飛び込んでくる。タコを食べ終えてしまっていたガウリイを見て真っ青になる。ガウリイはタコの呪いによって、人間の言葉を話せなくなってしまったのだ…。

#### スタッフ
- 監督・脚本 - 佐藤順一[36]
- キャラクターデザイン・作画監督 - 熊谷哲矢[36]
- 美術監督 - 西川淳一郎[36]
- 色彩設定 - 川上善美[35]
- 撮影監督 - 下村浩一[36]
- 編集 - 西山茂[35]
- 音楽 - 服部隆之[36]
- プロデューサー - 蜂屋誠一[35]、浅野幸治[35]、肥塚誠次[35]、川崎とも子[35]
- 配給 - 東映[35]
- アニメーション制作 - ハルフィルムメーカー[36]
- 製作 - 「スレイヤーズぷれみあむ」製作委員会（角川書店、キングレコード、キャラアニ）[36]

#### 制作
監督・脚本を手掛けた佐藤は制作に際し、シリアス色の強いプロット、テレビシリーズの作風に近いプロット、タコがテーマの全編ギャグコメディのプロットの3種類を作成して原作者の神坂とあらいずみに提示したが、神坂とあらいずみの両名がギャグコメディ路線のプロットを支持したため、他の映像作品とは一線を画する作風となっている。

#### テーマ曲
主題歌「feel well」
歌 - 林原めぐみ、作詞 - MEGUMI、作曲・編曲 - たかはしごう
イメージソング「ルンバ・ルンバ」
歌 - 林原めぐみ、作詞・作曲 - 泉川そら、編曲 - 十川知司
挿入歌「あなたはたこご」
歌 - 白鳥由里、作詞 - 佐藤順一、作曲・編曲 - 今泉洋

#### ゲストキャラ・声の出演
- ルーマ - 白鳥由里[36]
- 知恵タコ - 櫻井孝宏[36]
- 師匠 - 田の中勇[36]
- 守護神 - 納谷悟朗[36]

## OVA
小説版『すぺしゃる』のエピソードを原作している。尺の都合上、原作の2話分を組み合わせたエピソードも存在する。

### スレイヤーズすぺしゃる
1996年7月25日から1997年5月25日にかけて発売。全3巻。
スタッフ
- 監督 - わたなべひろし
- キャラクターデザイン - 吉松孝博
- 美術監督 - 加藤浩
- 色彩設定 - 丸山美江子
- 撮影監督 - 大瀧勝之
- 編集 - 正木直幸
- 音楽 - 服部隆之
- 音響監督 - 小林克良
- プロデューサー - 佐藤公宣
- アニメーション制作 - J.C.STAFF
- 製作 - 「スレイヤーズ」製作委員会（角川書店、バンダイビジュアル、丸紅、キングレコード）

主題歌
「限りない欲望の中に」
歌 - 林原めぐみ、作詞 - 有森聡美、作曲 - 佐藤英敏、編曲 - 五島翔
挿入歌
「Touch Yourself」（第3話）
歌 - 林原めぐみ、作詞 - MEGUMI、作曲 - 佐藤英敏、編曲 - 添田啓二
「RUN ALL THE WAY!」（第3話）
歌 - 林原めぐみ、作詞 - 有森聡美、作曲・編曲 - 大森俊之

#### 各話リスト
| 話数 | サブタイトル         | 脚本           | 絵コンテ   | 演出           | 作画監督 |
| ---- | -------------------- | -------------- | ---------- | -------------- | -------- |
| 1    | 恐怖のリメラ計画     | やまざきかずお | 渡辺ひろし | -              | 吉松孝博 |
| 2    | ジェフリー君の騎士道 | やまざきかずお | 渡辺ひろし | 松井ひとゆき   | 吉松孝博 |
| 3    | 鏡よ鏡               | やまざきかずお | 渡辺ひろし | まついひとゆき | 吉松孝博 |

### スレイヤーズえくせれんと
1998年10月25日から1999年3月25日にかけて発売。全3巻。

#### スタッフ
- 監督 - わたなべひろし
- キャラクターデザイン - 阿蒜晃士
- 美術監督 - 吉原俊一郎
- 色彩設定 - 丸山美江子
- 撮影監督 - 大瀧勝之（第1話、第2話）、宇津畑隆（第3話）
- 編集 - 関一彦、秋保宣宏
- 音楽 - 服部隆之
- 音響監督 - 小林克良
- プロデューサー - 佐藤公宣
- アニメーション制作 - J.C.STAFF
- 製作 - 「スレイヤーズ」製作委員会（角川書店、バンダイビジュアル、丸紅、キングレコード）

#### 主題歌
「Never die」
歌・作詞 - 奥井雅美、作曲・編曲 - 矢吹俊郎

#### 各話リスト
| 話数 | サブタイトル              | 脚本     | 絵コンテ   | 演出     | 作画監督                                               |
| ---- | ------------------------- | -------- | ---------- | -------- | ------------------------------------------------------ |
| 1    | らびりんす                | 渡辺桂子 | 岩崎良明   | 岩崎良明 | 菊池聡延 中矢雅樹（エフェクト） 阿蒜晃士（総作画監督） |
| 2    | 恐るべき未来              | 渡辺桂子 | 桜美かつし | 岩崎良明 | 阿蒜晃士                                               |
| 3    | リナちゃん♥おしゃれ大作戦 | 渡辺桂子 | 阿蒜晃士   | 阿蒜晃士 | 阿蒜晃士                                               |

## その他
スレイヤーズ10thアニバーサリーソング『Meet again』と共に完全新作アニメーションのMVを収録した非売品DVD。
- スレイヤーズメモリアルDVD ※DVD-BOX「スレイヤーズ」「スレイヤーズNEXT」「スレイヤーズTRY」の全BOX購入特典

## 関連CD

### シングルCD
- TVアニメ主題歌シングル
  - 『Get along』（1995年5月24日、TVアニメ『スレイヤーズ』主題歌）
  - 『Give a reason』（1996年4月24日、TVアニメ『スレイヤーズNEXT』主題歌）
  - 『don't be discouraged』（1997年4月23日、TVアニメ『スレイヤーズTRY』主題歌）
  - 『Plenty of grit』（2008年7月23日、TVアニメ『スレイヤーズREVOLUTION』主題歌）
  - 『Front breaking』（2009年2月18日、TVアニメ『スレイヤーズEVOLUTION-R』主題歌）
- 劇場版主題歌シングル
  - 『MIDNIGHT BLUE』（1995年7月21日、劇場版『スレイヤーズ』主題歌）
  - 『Just be conscious』（1996年7月5日、劇場版『スレイヤーズRETURN』主題歌）
  - 『Reflection』（1997年7月2日、劇場版『スレイヤーズぐれえと』主題歌）
  - 『raging waves』（1998年7月3日、劇場版『スレイヤーズごうじゃす』主題歌）
  - 『feel well』（2001年12月5日、劇場版『スレイヤーズぷれみあむ』主題歌）
- OVA主題歌シングル
  - 『限りない欲望の中に』（1996年5月22日、OVA『スレイヤーズすぺしゃる』主題歌）
  - 『Never die』（1998年11月27日、OVA『スレイヤーズえくせれんと』主題歌）
- ラジオドラマ主題歌シングル
  - 『Going History』（1995年12月6日、ラジオドラマ『スレイヤーズEX.』主題歌）
  - 『naked mind』（1996年12月5日、ラジオドラマ『スレイヤーズN>EX.』主題歌）
- その他シングル
  - 『能あるライバルは爪を隠す』（1995年7月21日）
  - 『Meet again』（2006年7月26日、スレイヤーズ10thアニバーサリーソング）

### アルバムCD
- TVアニメ版サウンドトラックアルバム
スレイヤーズ えとせとら① Excellent! リナ＝インバース今日も行く（1995年7月5日）
スレイヤーズ えとせとら② Take a Chance!! リナと無敵の御一行（1995年9月21日）
スレイヤーズNEXT SOUND BIBLE I （1996年6月21日）
スレイヤーズNEXT SOUND BIBLE II （1996年10月2日）
スレイヤーズNEXT SOUND BIBLE III （1997年2月5日）
スレイヤーズTRY TREASURY☆BGM （1997年8月21日）
スレイヤーズTRY TREASURY☆BGM 2 （1997年10月22日）
- 劇場版サウンドトラックアルバム
スレイヤーズ：THE MOTION PICTURE （1995年9月6日）
スレイヤーズRETURN：THE MOTION PICTURE "R" （1996年8月21日）
スレイヤーズぐれえと：THE MOTION PICTURE "G" （1997年9月26日）
スレイヤーズごぅじゃす：THE MOTION PICTURE "Go" （1998年10月9日）
- OVAサウンドトラックアルバム
スレイヤーズすぺしゃる：THE MOTION PICTURE "S" （1997年7月24日）
- その他アルバム
スレイヤーズTRY TREASURY☆VOX （1997年6月21日）
the BEST of SLAYERS [from TV & RADIO] （1999年6月4日）
スタまにシリーズ：スレイヤーズ（2005年11月23日）
スレイヤーズMEGUMIX（2008年6月25日）
スレイヤーズMEGUMIXXX（2020年3月25日）

### ドラマCD
- スレイヤーズEX.（えくすとら）
スレイヤーズEX.① 白竜の山（1996年1月6日）
スレイヤーズEX.② ふくしぅの刃（1996年3月6日）
スレイヤーズEX.③ がんばれネクロマンサー（1996年4月5日）
スレイヤーズEX.④ リナ抹殺指令（1996年5月2日）
- スレイヤーズN>EX.（ねくすとら）
スレイヤーズN>EX.① 闇の住まう村（1997年2月16日）
スレイヤーズN>EX.② りべんじゃあ。（1997年3月5日）
スレイヤーズN>EX.③ 愛しの根性なし（1997年4月9日）
スレイヤーズN>EX.④ 破壊神はつらいよ（1997年5月3日）
- スレイヤーズVSオーフェン〜史上最悪の邂逅〜（2005年7月21日）
- その他（非売品）
スレイヤーズぷれみあむ PREMIUM CD ※DVD「スレイヤーズぷれみあむ」特別仕様版特典
原作15周年・アニメ化10周年記念版DVD-BOX 「スレイヤーズ」特典ドラマCD
原作15周年・アニメ化10周年記念版DVD-BOX 「スレイヤーズNEXT」特典ドラマCD
原作15周年・アニメ化10周年記念版DVD-BOX 「スレイヤーズTRY」特典ドラマCD
原作15周年・アニメ化10周年記念版DVD-BOX 「スレイヤーズ劇場版＆OVA」特典ドラマCD
ドラゴンマガジンすぺしゃるドラマCD ※ドラゴンマガジン2009年1月号付録
また帰ってきちゃったスレイヤーズEX-R『おかえりなさいませタフォーラシア？』 ※DVD「スレイヤーズEVOLUTION-R」全巻購入特典

## ボイスカセット
- アニメイトボイスカセット07 スレイヤーズNEXT 正義の仲良し四人組編（1997年5月25日）

## パチンコ
テレビアニメ「スレイヤーズREVOLUTION」「スレイヤーズEVOLUTION-R」を使用したパチンコ機体。
- CRフィーバースレイヤーズREVOLUTION（2013年10月7日導入、三共）